# @
@, uitgesproken als at of apenstaartje, is een symbolische afkorting van at of at the cost of (uit het Engels). Oorspronkelijk werd het gebruikt voor rekeningen, bijvoorbeeld: "7 widgets @ £2 ea. = £14". Het staat dus eigenlijk voor het Latijnse ad of het Franse à.
Andere, minder gebruikelijke benamingen zijn: amfora of amfoor, slinger-a of slingeraap, a-krol, alfa, adres en per adres.

## Gebruik
Het @-teken wordt het meest gebruikt in e-mailadressen, bijvoorbeeld: jantje@eenprovider.com. In 1971 werkte een programmeur, Ray Tomlinson, aan het ARPANET-project, dat later uitgroeide tot het huidige internet. Toen hij het idee kreeg om berichten aan andere gebruikers over het netwerk te zenden, had hij een symbool nodig om in adressen de naam van de persoon en de naam van de computer waarop ze waren aangesloten te scheiden. Hij keek naar zijn toetsenbord en koos het weinig gebruikte @-teken.
In het Spaans, waar de meeste mannelijke woorden eindigen op een -o en de meeste vrouwelijke op een -a, wordt dit teken soms gebruikt om het geslacht van een woord (dat bijvoorbeeld een beroep aanduidt) in het midden te laten. Het vervangt in die gevallen het Nederlandse M/V. Voordeel hiervan is dat er geen discussie ontstaat over welke van de twee geslachten voorop zou moeten staan, het teken verenigt immers beide letters. Zo kan l@s niñ@s zowel 'de jongens' (los niños) als 'de meisjes' (las niñas) betekenen.

### Overig
- Morse: · — — · — · , het at-teken in morse is een combinatie van de letter 'a' en de letter 'c'.
- In DOS wordt @ ook gebruikt in batchbestanden. Een @ aan het begin van een regel betekent dat tijdens de uitvoer de regel zelf niet getoond wordt. Het commando «echo off» zorgt voor het niet tonen van de broncode tijdens de verdere uitvoering van het programma. Vandaar dat veel batch-programma's beginnen met «@echo off», wat ervoor zorgt dat zowel de eerste regel als de rest van de broncode niet getoond wordt. Dit leidt tot een nettere gebruikersinterface.

## Geschiedenis

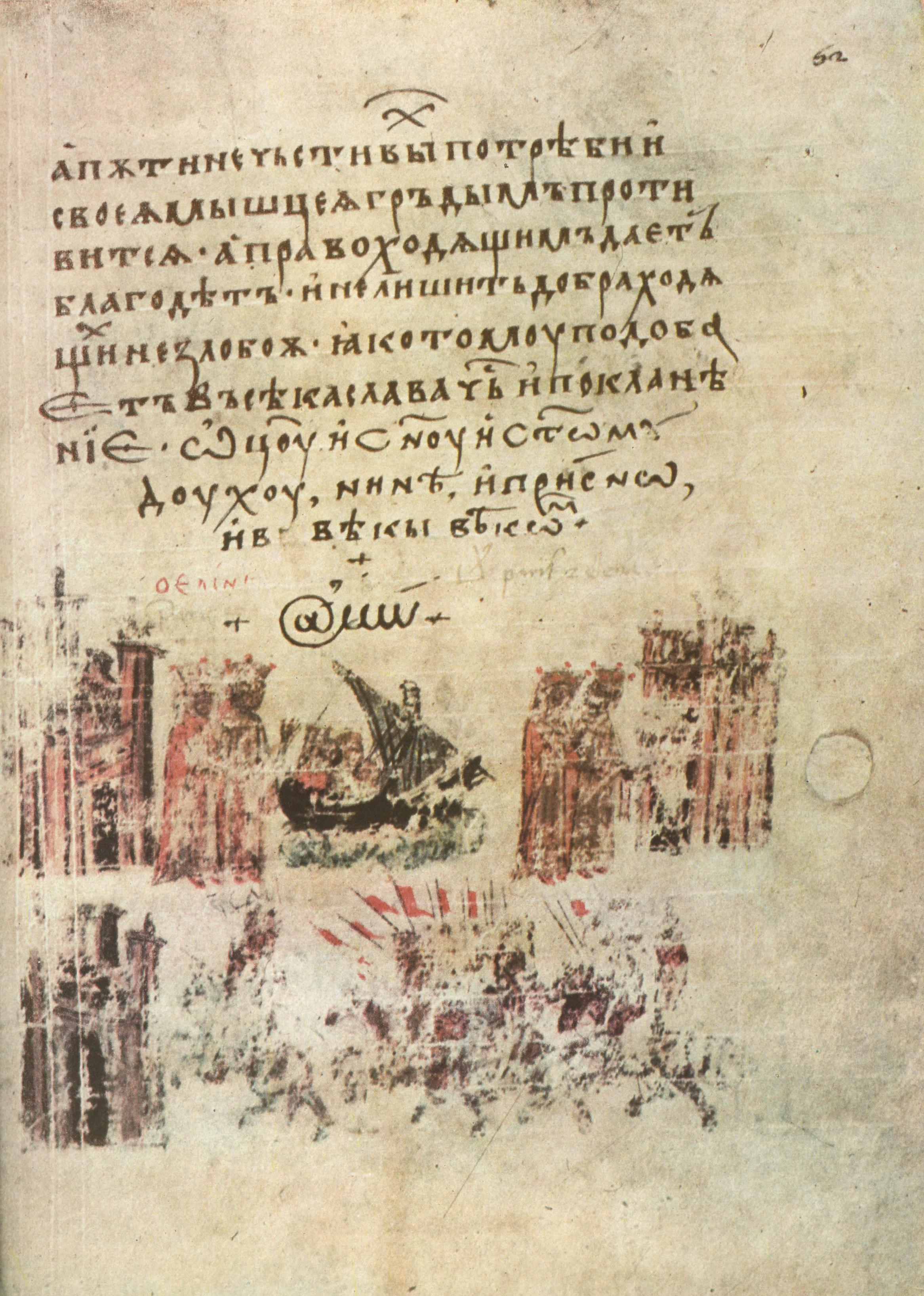
@-symbool gebruikt als "a" in "amin" (amen) in de Bulgaarse vertaling van de Manasses Kroniek (c. 1345)

Het @-teken werd in verschillende talen en culturen al vroeg gebruikt, echter steeds in verschillende betekenissen. Het eerste gebruik als commerciële eenheidsaanduiding zien we in de zestiende eeuw in Italië. Het is aangetroffen in economische documenten van Venetiaanse kooplieden. Het oudste bekende document waarin een @ op deze wijze is gebruikt dateert van 1536. Het wordt bewaard in het Instituut voor de Economische Geschiedenis in Prato, Italië.
In de zestiende-eeuwse context werd het @-teken gebruikt als afkorting voor "amphora" (Grieks voor kruik). Het was in die tijd een maateenheid.
In de negentiende eeuw is het @-teken terug te vinden in de betekenis "tegen de prijs van". Vanuit die betekenis verscheen het op schrijfmachines en vandaar op de machine van Ray Tomlinson.
Feitelijk zijn er verschillende geschiedenissen van het @-teken. Deze hebben overigens niets met elkaar van doen. In Nederland is het in de 15e en 16e eeuw gebruikt om op verkorte wijze 'anno' te kunnen schrijven. "@1547" betekende dus 'uit het jaar 1547'.
Het @-teken is onder de naam Arroba te vinden als aanduiding voor een inhouds- en gewichtsmaat in Spanje en Portugal. Van oudsher is het gebruikt om over bijvoorbeeld 10 @ wijn te spreken, oftewel 10 arrobas wijn, wat overeenkomt met zo'n 160 liter.
Op oude kasregisters komt @ ook voor. Met één druk op deze knop kwam dan de som van de subtotalen tevoorschijn.

## @in verschillende talen
- Afrikaans: aapstert
- Baskisch: a bildua ("gewalst-a" of "gewikkeld-a")
- Bosnisch: ludo a ("gekke a")
- Deens: grishale ("varkensstaart") of snabel-a ("slurf-a")
- Duits: Klammeraffe ("slingeraap": scheldwoord voor 'kantoormannetje', 'pennenlikker'), at
- Engels: commercial at, asperand, amphora, at symbol, at sign, maar meestal alleen at
- Esperanto: ĉe, heliko (slak)
- Fins: kissanhäntä ("kattenstaart") of miukumauku ("miauw" zoals het geluid van een kat)
- Frans: arobase (en soms arobas, arrobas of arrobase)
- Hebreeuws: shtrudel (Jiddisch leenwoord, dat weer is afgeleid van het Oostenrijkse strudel, vanwege een in Israël populaire vorm van kaneelgebak)
- Hongaars: kukac ("wormen")
- Italiaans: chiocciola ("slakkenhuisje")
- Mandarijn: xiao laoshu (小老鼠) ("muisje"), of laoshu hao (老鼠號) ("muis-teken")
- Nieuwgrieks: papáki (παπάκι) ("eendje")
- Noors: alfakrøll en krøllalfa
- Perzisch: at (uitgesproken als in het Engels)
- Pools: małpa ("aapje")
- Russisch: sobaka (собака) ("hond")
- Sloveens: afna ("aapje")
- in Spanje en Portugal wordt dit symbool gebruikt voor de "arroba", een gewichtseenheid, en voor de uitspraak van het @-symbool in e-mailadressen
- Tsjechisch: zavináč ("rolmops")
- Turks: kuyruklu a ("a met staart"); et işareti ("at- (uitgesproken als in het Engels) teken")
- Zweeds: snabel-a ("slurf-a") of kanelbulle